# Abfallwirtschaftsbetrieb München
Der Abfallwirtschaftsbetrieb München (AWM) ist ein Münchner Entsorgungsbetrieb mit Sitz im Stadtteil Moosach. Er ist als Eigenbetrieb zuständig für die Müllentsorgung und der größte kommunale Entsorgungsbetrieb in Deutschland.

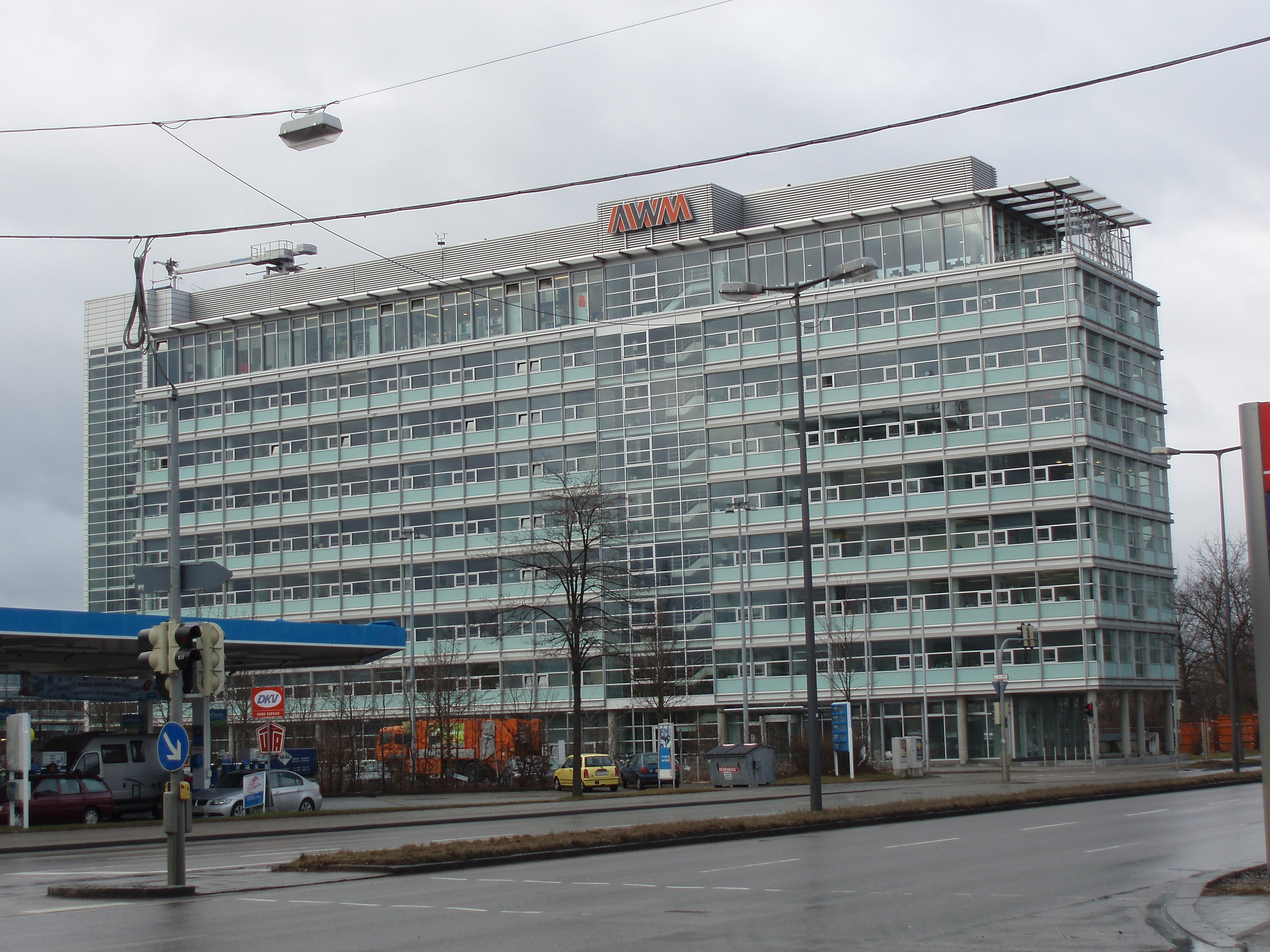
Zentrale des AWM in Moosach

## Geschichte

### Bis 1945
In den Jahren 1870 bis 1900 wuchs die Münchner Bevölkerung von 170.000 Einwohnern auf über 500.000 Einwohner. Bis 1890 entsorgten die Münchner Bürger ihren Müll und Unrat in einer von über 2700 Asche-, Kehricht- und Düngergruben, die einmal jährlich geleert werden mussten. Das durch Max von Pettenkofer besonders geförderte wachsende Hygienebewusstsein führte zum Erlass der ersten Münchner Abfallsatzung. Am 14. April 1891 erließ der Magistrat der königlichen Haupt- und Residenzstadt München die „Ortspolizeiliche Vorschrift über Lagerung und Wegschaffung des Hausunrats“. Im selben Jahr entwickelte der Schmiedemeister Fischer aus dem Münchner Stadtteil Giesing den Harritschwagen, einen von Pferden gezogenen Müllwagen. Der Harritschwagen war für die nächsten 50 Jahre das Rückgrat der Hausratsabfuhr. Der Name „Harritsch“ leitet sich wahrscheinlich vom englischen „carriage“ (= Kutsche) ab. Am 27. April 1897 schloss die Stadtverwaltung München mit der Hausmüllverwertung München einen Vertrag. Darin verpflichtete sich die Stadt, der Firma den „gesamten Hausunrat ohne Ausnahme“ zur Trennung zu überlassen. Die Hausmüllverwertung baute außerhalb von München, in der Gemeinde Puchheim eine Müllsortieranlage auf, und die Stadt war zuständig für den Transport des Mülls nach Puchheim. Dazu wurden die Harritschwagen samt Inhalt mit der Bahn zur Sortieranlage gebracht. Dieses System bestand nahezu unverändert bis zum Ende des Zweiten Weltkriegs. Am 15. Januar 1898 wurde der Einsatz von standardisierten Sammelbehälter (viereckige 110 Liter Blechtonnen) beschlossen. Diese waren bis 1983 im Einsatz.

### Seit 1945
Nach dem Zweiten Weltkrieg, am 29. April 1947 beschloss der Stadtrat die Motorisierung der städtischen Müllabfuhr. Ein Jahr später wurden 30 Spezialsammelfahrzeuge angeschafft. Damit wurden sukzessive die Harritschwagen abgeschafft. Der wirtschaftliche Aufschwung nach der Währungsreform 1948 ließ die Müllmenge im Jahr 1949 um 30 Prozent ansteigen. In den Nachkriegsjahren bis 1954 wurde der Müll in Gruben im Stadtgebiet und am Stadtrand entsorgt. 1954 nahm in Großlappen eine Anlage zur Müllverwertung mit einer Jahreskapazität von 500.000 Kubikmeter ihren Betrieb auf. Mit Magneten wurde dem Müll das Eisen entnommen. Andere verwertbare Materialien wie Buntmetalle, Papier, Textilien, Bettfedern, Glas oder Schweinefutter wurden von Hand aussortiert. Der nichtverwertbare Rest kam auf eine Deponie. Im Jahr 1961 wurden die ersten vier Sperrmüllsammelstellen eingerichtet.
Da die Müllmenge immer weiter anstieg und die Kapazität der Müllverwertungsanlage in Großlappen nicht mehr ausreichte beschloss der Stadtrat die Errichtung einer Müllverbrennungsanlage. Am 16. Juni 1964 wurde die erste Müllverbrennungsanlage, das Kraftwerk München Nord, in Betrieb genommen. Durch einen Brand am 7. Mai 1965 wurde die Sortieranlage in Großlappen zerstört. Eine Mülltrennung (wie sie später wieder modern wurde) existierte seitdem nicht mehr. Ab jetzt wurden zwei Drittel des Mülls im Kraftwerk Nord verbrannt, der Rest kam auf die Deponie in Großlappen.
Dem Trend der Zeit folgend wurden die Verbrennungskapazitäten immer weiter ausgebaut. 1966 ging der zweite Verbrennungsblock im Heizkraftwerk Nord in Betrieb. 1971 wird der zweite Verbrennungsblock im Heizkraftwerk Süd in Betrieb genommen. Die vorhandenen Kapazitäten reichen sowohl für die Verbrennung des gesamten Münchner Mülls als auch für den Müll der Landkreisgemeinden aus.
1975 wurde ein erstes Abfallkonzept erstellt, in dem die Müllverbrennung im Mittelpunkt steht. Die Fortschreibung des Abfallkonzeptes im Jahr 1982 setzt den Schwerpunkt zwar immer noch auf die Verbrennung, aber das Konzept enthält, im Zuge der beginnenden Umweltdiskussion, bereits den Auftrag, die bei der Verbrennung entstehenden Rauchgase zu entgiften und für die Wiederverwertung von Rohstoffen zu sorgen.
Mit dem Abfallkonzept von 1988 wurden neue Prioritäten gesetzt. Die Verwertung der Abfälle stand nun im Vordergrund und auch über Abfallvermeidung wurde nachgedacht. Jedoch musste aufgrund knapper Deponieflächen das Volumen des Mülls weiterhin durch Verbrennung reduziert werden. Die größten Potentiale für Wiederverwertung wurden im Biomüll (40 Prozent des Restmülls) und im Papier (20 Prozent des Restmülls) gesehen. Da erfahrungsgemäß mit Holsystemen die größten Mengen abgeschöpft werden konnten, wurde die Einführung von Papier- und Biotonnen propagiert.
Um eine effektivere Umsetzung der Ziele des Abfallkonzeptes zu erreichen, wurden 1989 im neu geschaffenen Amt für Abfallwirtschaft verschiedene Stellen der Müllbeseitigung zusammengefasst. Mit 1,1 Millionen Tonnen hatte sich 1990 die Menge des zu verbrennenden Mülls seit 1970 praktisch verdoppelt. 1992 wurden im Stadtteil Berg am Laim im Rahmen eines Modellversuchs die ersten Bio- und Papiertonnen aufgestellt. Nach und nach werden im gesamten Stadtgebiet diese Tonnen eingeführt. Im März 1993 schloss die Stadt einen Vertrag mit der DSD (Duales System Deutschland) GmbH, der das Aufstellen eines Wertstoffcontainersystems zum Inhalt hatte (im Gegensatz zum sonst üblichen gelben Sack). Bis 1995 konnte die auf der Deponie abgelagerte und in der Müllverbrennung angelieferte Müllmenge auf unter 600.000 Tonnen gesenkt werden. 1997 wurde die Müllverbrennungsanlage im Heizkraftwerk Süd aus wirtschaftlichen Gründen abgeschaltet und der komplette Restmüll ausschließlich im Heizkraftwerk Nord verbrannt.
Im Januar 1999 verabschiedete der Stadtrat ein neues Abfallwirtschaftskonzept. Im Juli 1999 wurde die flächendeckende Einführung des 3-Tonnen-System abgeschlossen. Im Oktober desselben Jahres bezog das Amt für Abfallwirtschaft seine neue Zentrale am Georg-Brauchle-Ring, nachdem sie zuvor lange Jahre an der Sachsenstraße ansässig gewesen war. 2001 wurde der bisherige Regiebetrieb in einen Eigenbetrieb umgewandelt. Im Januar 2002 wurde das bisherige Amt für Abfallwirtschaft in Abfallwirtschaftsbetrieb München (AWM) umbenannt. Durch die überraschende Schneelast im März 2006 brach die besondere Zeltdachkonstruktion des Carports zusammen. 2008 wurde am Entsorgungspark Nord Europas modernste Trockenfermentationsanlage zur Produktion von Gas und Kompost eröffnet.

## Aufgaben
Die Aufgaben des Betriebs ergeben sich unter anderem aus der Allgemeinen Abfallsatzung der Landeshauptstadt München, der Hausmüllentsorgungssatzung der Landeshauptstadt München, der Bayerischen Gemeindeordnung und dem Abfallkonzept der Stadt München.
- Einsammeln, Entsorgen und Verwerten von Restmüll, Papierabfall und Bioabfall
- Verwertung und Vermarktung von Wertstoffen
- Betrieb und Unterhalt von 200 Müllfahrzeugen, drei (bzw. vier) Betriebshöfen und Werkstätten
- Betrieb von 12 Wertstoffhöfen
- Betrieb und Renaturierung der Deponie Nord-West im Entsorgungspark Freimann
- Arbeit des AWM-Infocenter als zentrale Beratungsstelle für Haushalte und Gewerbebetriebe
- Ausarbeitung von Satzungen zur Gestaltung des Abfallrechts und Satzungsvollzug
- Umsetzung des Abfallkonzeptes der Stadt München
- Erarbeitung und Umsetzung von Abfallvermeidungsstrategien
- Gebührenabrechnung und Erstellung von Müllgebührenbescheiden
- Planung aller abfallwirtschaftlichen Anlagen unter Berücksichtigung der neuesten technologischen Entwicklung in der Abfallwirtschaft

## Müllentsorgung in München
| Aufkommen an Haushaltsabfällen (ohne Elektroaltgeräte) | 2011           | 2010           | 2005           |
| ------------------------------------------------------ | -------------- | -------------- | -------------- |
| Haus- und Sperrmüll                                    | 326.651 Tonnen | 315.539 Tonnen | 321.715 Tonnen |
| organische Abfälle aus der Biotonne                    | 41.635 Tonnen  | 38.633 Tonnen  | 35.854 Tonnen  |
| organische Abfälle biologisch abbaubar                 | 33.069 Tonnen  | 31.585 Tonnen  | 33.816 Tonnen  |
| getrennt erfasste Wertstoffe                           | 167.274 Tonnen | 165.542 Tonnen | 167.203 Tonnen |
| sonstige Abfälle                                       | 444 Tonnen     | 15.897 Tonnen  | 14.043 Tonnen  |
| Insgesamt                                              | 569.073 Tonnen | 567.196 Tonnen | 572.631 Tonnen |

Quelle: Statistische Ämter des Bundes und der Länder, 2013

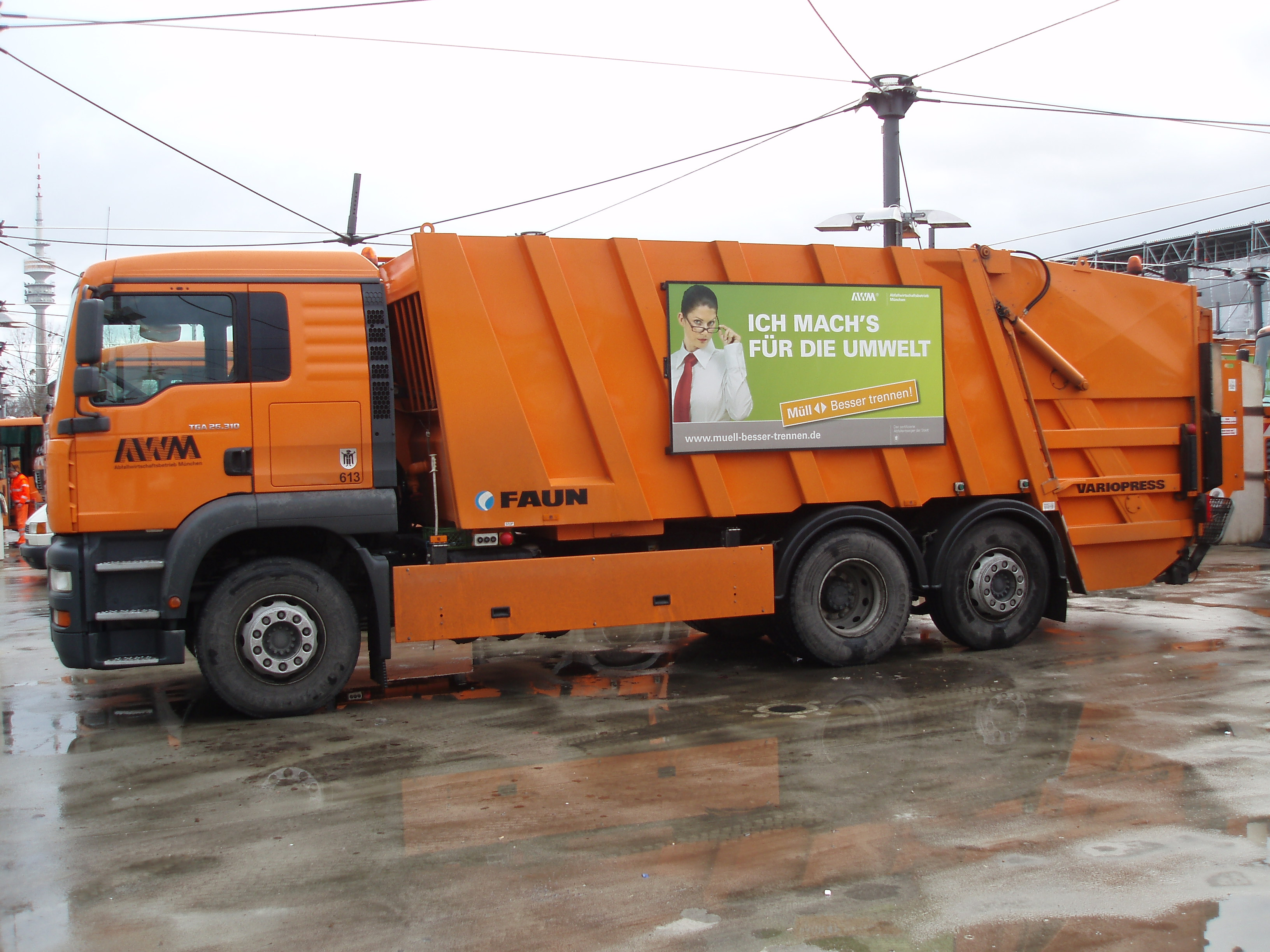
Müllfahrzeug des AWM

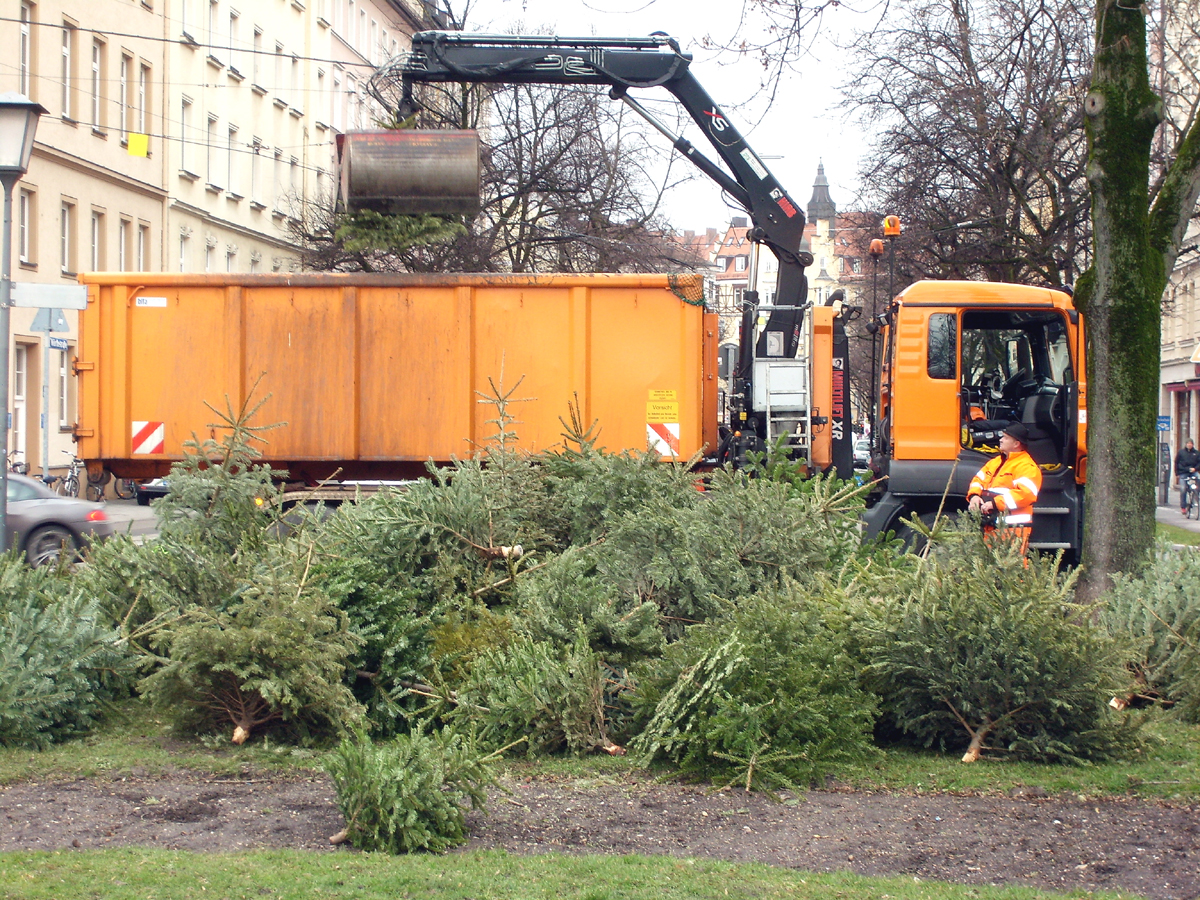
Im Einsatz

Generell wird unterschieden zwischen Hausmüll (Abfall aus privaten Haushalten) und Gewerbemüll (Abfall von Gewerbebetrieben). Durch die Streuung der verschiedenen Sammelsysteme im Stadtgebiet wird versucht, eine optimale Verteilung zu erreichen:
- Tonnenleerung für alle Münchner Bürger und Firmen direkt am Haus
- 1000 Wertstoffinseln, durchschnittlich alle 200 m. Mit Wertstoffinseln werden Glascontainer, Metallcontainer und andere Reststoffcontainer bezeichnet, die zum Sammeln von Verpackungsabfall dienen.
- 52 Annahmestellen für Problemmüll durch das Giftmobil, durchschnittlich alle 2000 m
- 12 Wertstoffhöfe, durchschnittlich alle 3000 m

### Hausmüll
Verpackungsmüll (Kunststoff, Glas, Metall) wird in München von Dualen Systemen entsorgt. Dies geschieht allerdings nicht durch den gelben Sack, sondern auf im gesamten Stadtgebiet verteilten Wertstoffinseln (ca. 1000). Der restliche Müll wird auf in allen Münchner Haushalten vorhandene Bio-, Papier- und Restmülltonnen verteilt. Diese Tonnen werden alle ein bis zwei Wochen durch den AWM eingesammelt und entsprechend verwertet. Für privaten Hausmüll besteht ein Anschluss- und Benutzungszwang, das heißt private Haushalte müssen Müll über den städtischen Abfallwirtschaftsbetrieb entsorgen. Sperrmüll bis zu einer Menge von 2 m³ kann kostenlos an den städtischen Wertstoffhöfen abgegeben werden. Gegen eine Gebühr wird der Sperrmüll auch vom AWM abgeholt. Größere Mengen werden kostenpflichtig bei den Wertstoffhöfen Freimann und Langwied oder von privaten Entsorgungsfirmen angenommen. Problemabfälle (Farben, Lacke, Batterien usw.) können in haushaltsüblichen Mengen (bis 25 kg) beim städtischen „Giftmobil“ oder bei allen Wertstoffhöfen abgegeben werden.

### Gewerbemüll
Restmüll, der bei einem Münchner Gewerbebetrieb anfällt, „gehört“ dem AWM und muss über diesen entsorgt werden. Alle anderen Abfälle (z. B. Bio-Müll, Wertstoffe) unterliegen nicht dem Anschluss- und Benutzungszwang und können von den Betrieben nach wirtschaftlichen Gesichtspunkten entsorgt werden. Hier können auch andere Entsorgungsfirmen zum Zug kommen. In diesem Bereich steht der AWM in einem ganz normalen Wettbewerb zu anderen Firmen.

### Tonnensystem
In München gibt es das sogenannte 3-Tonnen-System. Die Kunststoff-Tonnen sind farblich getrennt nach dem jeweiligen Inhalt: grau für Restmüll, blau für Papier und braun für Biomüll. Diese Farbgebung ist in Deutschland nicht einheitlich und kann von Kommune zu Kommune abweichen. Alle Tonnen sind aus Kunststoff und in verschiedenen Größen (80 l, 120 l, 240 l, 770 l, 1100 l) verfügbar. Die Tonnen sind Eigentum des AWM und müssen dort bestellt, abbestellt oder getauscht werden.
Früher gab es in München ein sogenanntes „Münchner Modell“, eine Metalltonne mit 110 l für Restmüll. Die Metalltonne wurde abgeschafft, da sie aufgrund ihres Gewichts für die Mülllader wesentlich schwerer zu bewegen war. Außerdem entsprechen ihre Maße nicht der DIN-Norm für Müllbehälter, so dass alle Müllfahrzeuge extra für diese Tonnengröße umgerüstet werden müssen. Die Metallbehälter werden sukzessive abgeschafft, da die heiße Asche aus den Kohle- und Holzöfen, die früher einen Großteil des Hausmülls ausmachte, nicht mehr anfiel.

### Ablauf
Das Münchner Stadtgebiet ist in 154 Partien aufgeteilt. Für jede Partie gibt es ein Müllfahrzeug und ein Team, bestehend aus drei bis vier Personen: Fahrer, Vorarbeiter und Mülllader. Der Fahrer „fährt“ und verlässt im Normalfall nicht sein Fahrzeug, da auch die Kontrolle des Ladevorgangs und die Technik vom Fahrerhaus aus gesteuert werden. Der Vorarbeiter organisiert die Tour und lädt zusammen mit dem Mülllader die Tonnen. In München ist die Tonnenleerung im Vollservice organisiert, das heißt die Tonnen werden aus dem Tonnenhaus geholt, geleert und wieder zurückgebracht. Ausgenommen davon sind Eigenbereitsteller, diese müssen ihre Mülltonnen selber bereitstellen. Gründe dafür können z. B. zu lange Wege oder Rampen (in Tiefgaragen) sein.
Im selben Müllfahrzeug werden immer Restmüll, Papier und Bio von derselben Partie entsorgt. Die Fahrzeuge sind technisch darauf ausgelegt, werden aber vor jedem „Sortenwechsel“ gereinigt. Dies hat den Vorteil, dass die Müllfahrer ihr Gebiet kennen und auch nur ein (sehr großer) Schlüsselbund für die verschiedenen Tonnenanlagen ausgegeben werden muss. Die Müllfahrzeuge verlassen um 6:30 Uhr die Betriebshöfe. Vorarbeiter und Mülllader sind meist schon im Einsatzgebiet und fahren die Tonnen auf die Straße, damit die Leerung dann schneller vonstattengeht. Je nach Müllsorte und Wetter dauert die Leerung bis in den Nachmittag. Schlechtes Wetter (z. B. Schnee, Eis) und Papier bzw. Bio (mehr Gewicht/Volumen) erschweren die Arbeit. Geleert wird von Montag bis Freitag, bei Feiertagen verschieben sich die Leerungen jeweils um einen Tag auf den vorhergehenden oder nachfolgenden Samstag.

## Gebührenstruktur
Die Gebühren für die Tonnenleerung richten sich nach der Größe der Restmülltonnen und dem Leerungsrhythmus (ein- oder zweiwöchentlich). Beide sind vom Hausbesitzer bzw. -verwalter im Rahmen der Vorgaben frei wählbar. Die Gebühren werden jährlich abgerechnet und bewegen sich zwischen 124 € (80-Liter-Tonne, Leerung alle 2 Wochen) und 1.800 € (1100-Liter-Tonne, Leerung wöchentlich). Die Gebühren sind in der Hausmüllentsorgungsgebührensatzung festgelegt und können nur durch Beschluss des Münchner Stadtrats geändert werden. Die Tonnen für Papier- und Biomüll und die Abgabe von Sperrmüll in haushaltsüblichen Mengen an den Wertstoffhöfen sind kostenfrei. Für Sonderleistungen (Sperrmüllabholung, Containerdienst, Häckseldienst usw.) werden gesonderte Gebühren erhoben. Im deutschlandweiten Vergleich befinden sich die Müllgebühren im unteren Drittel. Allerdings ist ein derartiger Vergleich schwierig, da in verschiedenen Städten verschiedene Leistungen in den Müllgebühren enthalten sind.

## Organisation
Der Abfallwirtschaftsbetrieb München ist ein Eigenbetrieb der Stadt München und gehört organisatorisch zum Kommunalreferat. Erste Werkleiterin (und damit zuständig für die wirtschaftspolitische Richtung) ist die Kommunalreferentin Jacqueline Charlier. Die Zweite Werkleiterin Sabine Schulz-Hammerl ist zuständig für das operative Geschäft. In allen wichtigen abfallwirtschaftlichen Fragen entscheidet der Kommunalausschuss (als zuständiger Werkausschuss) bzw. der Münchner Stadtrat. Der AWM wird aus historischen und kommunalpolitischen Gründen als kommunaler Betrieb geführt. Andere Müllentsorgungsbetriebe in Deutschland werden als Regiebetriebe, Eigenbetriebe, GmbHs (rein städtisch oder mit Beteiligung) oder als reine Privatfirmen betrieben. Kleinere Städte und Landkreise (die Müllentsorgung ist in Deutschland meist Aufgabe der übergeordneten Verwaltungseinheiten) betreiben oft keine eigene Müllabfuhr, sondern vergeben die Entsorgung, nach einer Ausschreibung, an einen privaten Dienstleister. In vielen Städten und Kreisen sind die Müllabfuhr und die Straßenreinigung zu einem Betrieb zusammengefasst. In München ist dies nicht der Fall, die Straßenreinigung gehört hier zum Baureferat.

## Standorte

### Zentrale
Die Zentrale am Georg-Brauchle-Ring, gegenüber vom Hochhaus Uptown München, beinhaltet das Verwaltungsgebäude, die Werkstatt und die Betriebshöfe West und Nord.

### Betriebshöfe

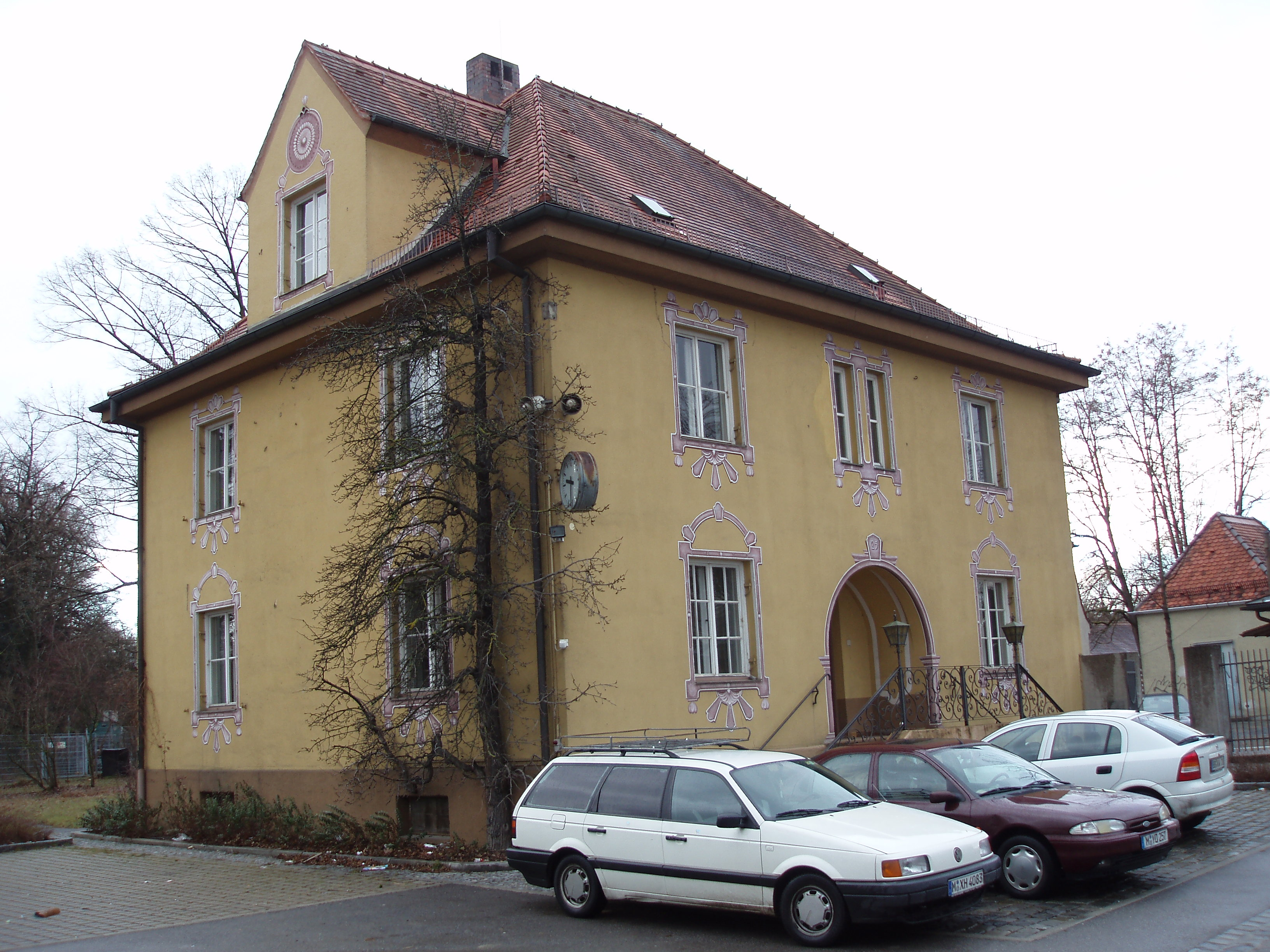
Alte Direktorenvilla

In den drei Betriebshöfen (verteilt über das Stadtgebiet) werden die Müllfahrzeuge geparkt. Man hat sich für dieses dezentrale System entschieden, da es bei einem gleichzeitigen Ausrücken aller 200 Müllfahrzeuge von einem Standort zu Staus kommen würde und die Fahrzeuge zu lange zu ihren Einsatzgebieten brauchen würden.
- Betriebshof Nord und West (Moosach, Zentrale)
- Betriebshof Ost (Steinhausen)
- Betriebshof Süd (Giesing), die ehemalige Zentrale des Betriebs. Hier befindet sich auch die alte Direktorenvilla. Dieses von Richard Schachner erbaute Gebäude steht unter Denkmalschutz und wird heute als Büro und Archiv genutzt.

### Entsorgungspark Freimann
Der Entsorgungspark Freimann ist ein großes Gelände zur Müllverwertung im Münchner Norden mit folgenden Einrichtungen:
- Deponie Nord-West (Deponie Klasse II, seit Juli 2009 geschlossen, da nicht mehr benötigt).
- Trockenvergärungsgasanlage zur Produktion von Gas für die Stadtwerke
- Trockenfermentationsanlage zur Produktion von Kompost
- Zwischenlager für Engpässe beim Heizkraftwerk
- Abwasserbehandlungsanlage (seit 1999) zur Vorbehandlung des im Deponieberg entstehenden Sickerwassers

### Wertstoffhöfe
Auf den 12 Wertstoffhöfen ist die Abgabe von Sperrmüll und ähnlichem Abfall für Private in geringen Mengen (max. 2 m³/Tag) möglich.
- Lerchenstraße 13 in Feldmoching
- Mühlangerstraße 100 in Langwied (Großmengenwertstoffhof, größere Mengen Sperrmüll werden gegen Gebühr angenommen)
- Am Neubruch 23 in Allach
- Lindberghstraße 8a in Freimann (Großmengenwertstoffhof, größere Mengen Sperrmüll werden gegen Gebühr angenommen)
- Arnulfstraße 290 in Nymphenburg
- Savitsstraße 79 in Englschalking
- Tübinger Straße 13 in Sendling-Westpark
- Truderinger Straße 2a in Steinhausen
- Mauerseglerstraße 9 in Trudering
- Tischlerstraße 3 in Großhadern
- Thalkirchner Straße 260 in Thalkirchen
- Bayerwaldstraße 33 in Perlach

Die hier gesammelten Wertstoffe werden in ca. 30 verschiedenen Fraktionen getrennt und möglichst umweltschonend verwertet, unter anderem:
- Papier, Pappe, Kartonagen (private Verwerter)
- Metall (privater Verwerter)
- Holz  (privater Verwerter)
- Alttextilien und Schuhe (Verwertung durch Kooperation mit einer sozialen Einrichtung)
- Gartenabfälle (Kompostierung auf dem städtischen Gut Obergrasshof)
- Problemabfälle (Entsorgung durch Spezialfirmen)
- Bauschutt (Deponierung)
- CDs, DVDs, CD-ROMS (Entsorgung durch Spezialfirmen)
- Nachtspeicheröfen (Entsorgung durch Spezialfirmen)
- Asbestprodukte (Entsorgung durch Spezialfirmen)
- Elektronikschrott (Verwertung durch Kooperation mit einer sozialen Einrichtung)
- „klassischer“ Sperrmüll, z. B. Möbel, Matratzen u. ä. (gut Erhaltenes wird aussortiert und in der Halle 2 verkauft, der Rest kommt in die Müllverbrennungsanlage).

### Halle 2

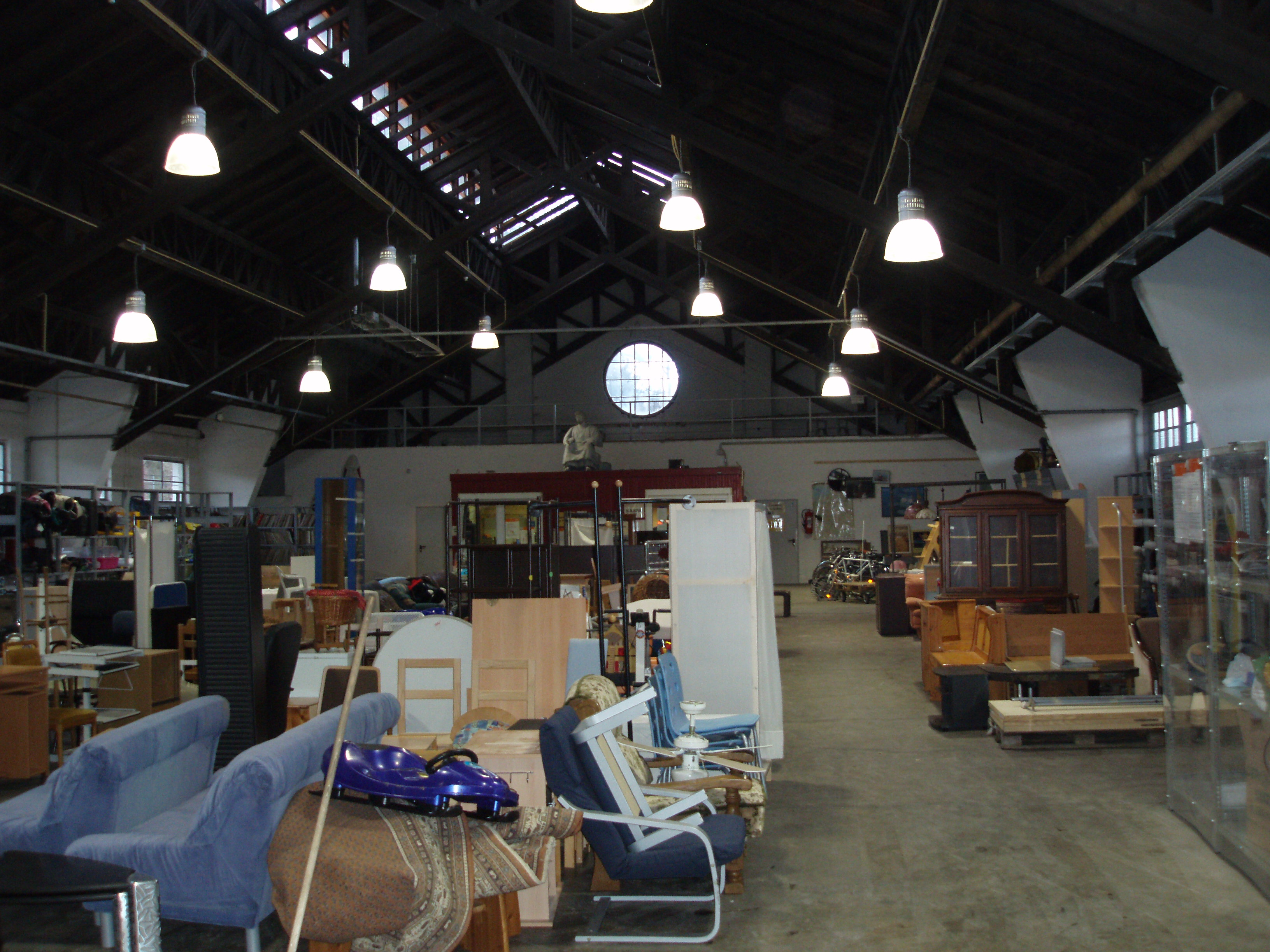
Halle 2

Die Halle 2 ist ein Gebrauchtwarenkaufhaus in Pasing, in dem gut erhaltene Artikel, die auf den Wertstoffhöfen eingesammelt wurden, verkauft werden. Das Kaufhaus diente der Müllreduzierung und ermöglichte es finanziell schwächer gestellten Bürgern, sich günstig diverse Artikel (Möbel, Bücher, Spielzeug, Geschirr usw.) zu kaufen.

### Heizkraftwerk Nord
Das Heizkraftwerk Nord wird von den Stadtwerken München betrieben, die Blöcke 1 und 3 werden als Müllverbrennungsanlage genutzt. Im Jahr 2006 wurden dort 725.529 Tonnen Müll verbrannt. Über die Hälfte dieser Menge stammt von kommunalen Einrichtungen außerhalb von München, die dort langfristig ihren Müll thermisch verwerten.

### Ehemalige Deponie Großlappen

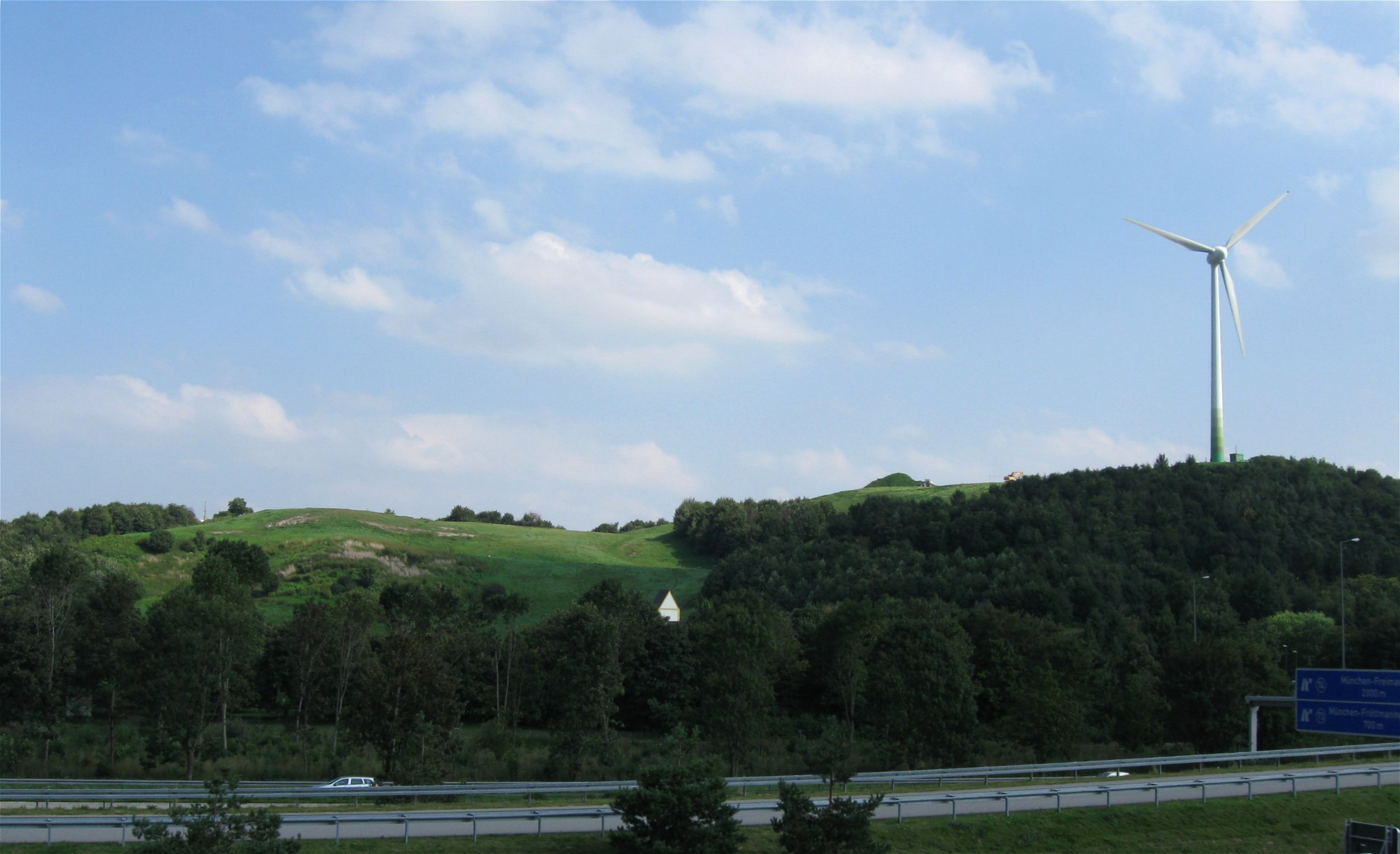
Ehm. Deponie Großlappen/Fröttmaninger Berg

1954 wurde die Deponie Großlappen eröffnet, um die wachsende Müllmenge, die in den Zeiten des Wirtschaftswunders anfiel, zu verwerten und zu deponieren. Die nahegelegene Siedlung Fröttmaning musste nach und nach dem wachsenden Müllberg weichen. Als 1965 die Verwertungs- und Trennanlage abbrannte, wurde nur noch deponiert bzw. in der Müllverbrennungsanlage verbrannt.
In den 1960er Jahren wurden die Umweltprobleme immer gravierender. Auf dem Gipfel des Müllberges entstand ein „Giftsee“, in dem Chemikalien entsorgt wurden, die Grundwasserverschmutzungen nahm immer mehr zu, regelmäßig entstanden Großbrände auf dem Müllberg, Staub und Gestank belästigten auch die weiter entfernten Anwohner und der Müllberg wurde immer größer.
Zwar wurde bereits 1973 mit einer Teilrenaturierung begonnen, aber es dauerte bis in die 80er Jahre, bis der Berg komplett begrünt wurde und aufgrund einer neuen Deponie und größerer Müllverbrennungskapazitäten die Deponie geschlossen werden konnte. Die Deponie wurde fachgerecht abgedichtet und wird vom AWM permanent kontrolliert. Die Kontrollmaßnahmen werden immer notwendig sein, da die Giftstoffe alle noch vorhanden sind. Inzwischen ist der komplett begrünte Fröttmaninger Berg mit seinem Windrad, der die Besucher von der Nürnberger Autobahn kommend schon von weitem begrüßt, eine Art ökologisches Wahrzeichen von München geworden. Er ist für Besucher jederzeit begehbar. Weiter gehende Nutzungswünsche durch die Münchner Bevölkerung (Ski-Lift, Mountainbikestrecke) sind allerdings problematisch, da eine Beschädigung der Oberfläche (durch Baumaßnahmen, Abrieb etc.) vermieden werden muss.
Nordwestlich befindet sich der Schwesterberg: Deponie Nord-West.

## Zahlen
Aus dem Geschäftsbericht 2009
- 247 Mio. Euro Umsatz
- 1.349 Beschäftigte
- 200 Müllfahrzeuge
- 143 Mülleinsammelpartien
- 15 Mio. Tonnenleerungen/Jahr (das entspricht 53.000 Tonnenleerungen/Tag)
- 404.000 Bio-, Papier- und Restmülltonnen sind im Stadtgebiet zu leeren
- 60 Prozent des Mülls werden stofflich verwertet, 40 Prozent werden verbrannt zur Erzeugung von Strom und Fernwärme. Eine Deponierung findet seit Juli 2009 nicht mehr statt.

## Sonstiges
- Der Abfallwirtschaftsbetrieb ist ein vom TÜV Süd zertifizierter Entsorgungsfachbetrieb
- Ehrenamtliche Abfallberater unterstützen den Abfallwirtschaftsbetrieb bei seinen Aufgaben.
- Ramadama ist in München eine Aktion zum Einsammeln von Abfällen in Wäldern, Wiesen und Flussauen. Diese wird in verschiedenen Stadtteilen einmal jährlich von den Stadtteilbürgern durchgeführt. Vom 15. März bis zum 30. September werden aus Gründen des Naturschutzes keine derartigen Aktionen veranstaltet. Den Ausspruch rama dama prägte der damalige Münchener Oberbürgermeister Thomas Wimmer. Diese Aufforderung in bairischer Mundart bedeutet auf Hochdeutsch etwa räumen tun wir. OB Wimmer forderte damit die Bevölkerung auf, die Trümmer der zusammengestürzten Ruinen wegzuräumen. Noch heute werden gemeinschaftliche Aufräumaktionen in Bayern und Österreich als „Rama dama“ bezeichnet